# Nikołaj Jemiec
Nikołaj Wasiljewicz Jemiec (ros. Николай Васильевич Емец, ur. 1898 we wsi Żurawnoje w guberni charkowskiej, zm. 10 marca 1939) – szef Zarządu NKWD obwodu kurskiego (1936-1937), starszy major bezpieczeństwa państwowego.

## Życiorys
Ukrainiec. Skończył szkołę wiejską, pracował m.in. jako rolnik, pomocnik w młynie i ślusarz, od maja 1918 do grudnia 1919 żołnierz Armii Czerwonej, dowódca kompanii i eskadronu, komisarz dywizjonu i pułku. Od maja 1918 członek RKP(b), od grudnia 1919 do października 1921 pełnomocnik i pomocnik szefa Oddziału Specjalnego Czeki 16 Dywizji Kawalerii, od października 1921 do marca 1922 szef Nazranowskiego Oddziału Czeki, od marca 1922 do marca 1922 pełnomocnik i pomocnik szefa Oddziału Specjalnego GPU 6 Dywizji Kawalerii, od kwietnia 1923 do lutego 1924 szef wydziału Armawirskiego Okręgowego Oddziału GPU. Od lutego do sierpnia 1924 szef wydziału i zastępca szefa okręgowego oddziału GPU w Taganrogu, od września 1924 do grudnia 1925 szef wydziału Samarskiego Gubernialnego Oddziału GPU, od 2 stycznia 1926 do 6 stycznia 1930 szef wydziału Pełnomocnego Przedstawicielstwa OGPU Białoruskiego Okręgu Wojskowego/Kraju Zachodniego, później szef Wydziału Wschodniego i zastępca szefa Wydziału Kontrwywiadowczego Pełnomocnego Przedstawicielstwa OGPU Kraju Północnokaukaskiego. Od maja 1930 do 16 grudnia 1933 szef Czarnomorskiego Okręgowego Oddziału GPU/Sektora Operacyjnego GPU, od grudnia 1933 do lipca 1934 zastępca pełnomocnego przedstawiciela OGPU ZSRR Tatarskiej ASRR, od lipca 1934 do lutego 1935 zastępca szefa Zarządu NKWD Tatarskiej ASRR, od lutego 1935 do marca 1936 zastępca szefa Zarządu NKWD obwodu kalinińskiego, od 5 grudnia 1935 major bezpieczeństwa państwowego. Od 27 marca 1936 do 14 czerwca 1937 szef Zarządu NKWD obwodu kurskiego, 20 stycznia 1937 awansowany na starszego majora bezpieczeństwa państwowego, od sierpnia 1937 do marca 1938 szef Wydziału III Samarskiego Poprawczego Obozu Pracy, od 16 marca do 1 grudnia 1938 szef Moskiewskiego Zarządu Głównego Zarządu Budownictwa Dalekiej Północy (Dalstroja) NKWD ZSRR i zastępca szefa Dalstroja NKWD ZSRR. Nagrodzony Odznaką "Honorowy Funkcjonariusz Czeki/GPU (V)" i Odznaką "Honorowy Funkcjonariusz Czeki/GPU (XV)" (4 lutego 1933).
1 grudnia 1938 aresztowany, 10 marca 1939 skazany na śmierć przez Wojskowe Kolegium Sądu Najwyższego ZSRR i rozstrzelany. Nie został zrehabilitowany.